# 那賀町立平谷小学校
那賀町立平谷小学校（なかちょうりつ ひらだにしょうがっこう）は、徳島県那賀郡那賀町平谷字北浦にあった公立小学校。

## 沿革
- 1875年 - 創立。
- 2005年 - 町村合併のため那賀町立平谷小学校となる。
- 2023年 - 児童数減少のため休校となる。休校時の児童数は７人。

## 校歌
- 作詞: 岡部勝
- 作曲: 中島孝

## 通学区域が隣接している学校
2022年度当時のもの。
- 那賀町立相生小学校
- 那賀町立木頭小学校
- 海陽町立海南小学校